# Olaf Stolz
Olaf Stolz (* 5. November 1965 in Gelsenkirchen) ist ein deutscher Basketballtrainer.

## Laufbahn
Stolz war ab 1985 zunächst Trainer im Nachwuchsbereich des TuS Herten. In der Saison 1985/86 gehörte er zusätzlich als Spieler zu Hertens Zweitligaaufgebot. Von 1991 bis 1998 war er hauptamtlich als Landestrainer des Basketballverbandes Baden-Württemberg tätig, darüber hinaus wirkte er als Co-Trainer der Erstliga-Damenmannschaft des SSC Karlsruhe sowie der Zweitliga-Herren vom USC Heidelberg. Währenddessen machte er an der Ruprecht-Karls-Universität Heidelberg einen Magisterabschluss im Fach Sportwissenschaft. Von Sommer 1998 bis Sommer 2000 gehörte er als Assistenztrainer zum Stab des Damenteams von BTV Wuppertal, das in der Zeit zweimal deutscher Meister wurde und 1999 das Halbfinale der Euroleague für Damen erreichte.
Zwischen 2000 und 2007 stand Stolz in Diensten des Deutschen Basketball Bundes und betreute von 2003 bis Jahresende 2006 als Bundestrainer die Damen-Nationalmannschaft. Außerdem trainierte er die weiblichen U16- und U18-Nationalmannschaften. In der Saison 2006/07 war Stolz als Cheftrainer des luxemburgischen Männer-Erstligisten BBC Sparta Bertrange tätig. Unter seiner Leitung gewann die Mannschaft im Frühjahr 2007 den Meistertitel. Danach arbeitete er wieder in Deutschland: Im Juni 2007 wurde er als neuer Cheftrainer des Zweitligisten Dragons Rhöndorf eingestellt und blieb bis zum Ende der Spielzeit 2008/09 im Amt. Im Sommer 2009 wurde er Cheftrainer der Paderborn Baskets in der Basketball-Bundesliga. Im Februar 2010 erfolgte nach fünf Niederlagen in Serie die Beurlaubung durch den Verein. Im Spieljahr 2010/11 war er in einer zweiten Amtszeit für BBC Sparta Bertrange tätig und führte die Mannschaft zur Vizemeisterschaft.
Zur Saison 2012/13 übernahm er den Cheftrainerposten bei der Spielgemeinschaft Team Rhöndorf/Bonn in der Nachwuchs-Basketball-Bundesliga (er betreute die Mannschaft bis 2016), wurde Individualtrainer in der Nachwuchsabteilung der Telekom Baskets Bonn und übernahm die sportliche Leitung. Im Juni 2013 übernahm er zusätzlich das Amt des Bundestrainers der deutschen A2-Nationalmannschaft und betreute die Auswahl unter anderem bei der Sommer-Universiade 2013 im russischen Kasan. 2014 folgte ihm Henrik Rödl als Trainer der A2 nach. Im Januar 2019 übernahm er zusätzlich zu seiner Aufgabe als Leiter der Bonner Nachwuchsabteilung das Traineramt der Bonn/Rhöndorfer Spielgemeinschaft in der Jugend-Basketball-Bundesliga (JBBL). 2020 legte Stolz seine berufliche Tätigkeit im Basketball nieder und arbeitete fortan im Schuldienst.